# Бишул
Бишул (баш. бишул) — племя, относящееся к табынской группе башкир. Родовой состав: бишул и унгар.

## Этническая история
Этнически племя бишул восходит к различным тюркским племенам, которые жили на Алтае и в Центральной Азии. Этноним «бишул» встречается также и у других народов: у казахов, каракалпаков, ногайцев и узбеков.
Этнической основой бишульцев был союз племен древнетюркского происхождения, которые проживали либо на территории Алтая, либо в западной части Монголии. Начало этнической истории на территории Южного Урала положила миграция в эти места древних племён башкиров. В их составе в VIII—IX веках происходило расселение бишульцев в южной и западной частях Приуралья, где с ними смешались финно-угорские, древнемадьярские и тюркские племена.
В XIII—XIV веках представители племени бишул попали в сферу влияния катайских и табынских племён, что определило последующее направление их этнического развития.

## Территория расселения
В XIV—XV веках бишульцы были расселены в междуречье Белой и Уфы. После вхождения Башкортостана в состав России вотчинные земли племени составляли Бишульскую волость, входившую в состав Ногайской даруги.
К XVIII веку бишульцы проживали на территории возле Белого озера, но по причине участия в Крестьянской войне 1773—1775 годов были согнаны с этих земель и стали жить на Прибельской низменности на правах припущенников табынцев, кумрукцев и минцев.
В конце XVIII—XIX веках племя бишул проживало на землях Стерлитамакского и Уфимского уездов, а в период, когда в Башкирии действовала кантонная система управления — на территории 7-го и 8-го башкирских кантонов.
Ныне земли бишульцев относятся к Кармаскалинскому району Башкортостана.